# My Donna
My Donna is een korte dramafilm van filmmaker Nicolaas Rahoens. De hoofdrollen worden gespeeld door Will Ferdy en Jo Leemans. De film is opgenomen in Oosterzele (België) en gaat over een bejaard koppel dat niet meer voor zichzelf kan zorgen. Toneelspeler Hans Van De Vijver speelt de zoon van de twee Vlaamse iconen.
Op het Beneluxfilmfestival wint "My Donna" de prijs voor de beste actrice. In 2010 won de film de prijs in de "Grand Jury Best Experimental Narrative Short"-categorie op het International Red Rock Film Festival,